# Wax Trax! Records
Wax Trax! Records was een onafhankelijk platenlabel in de Verenigde Staten. Wax Trax! begon als een muziekwinkel in Denver.

## Artiesten
- Front 242
- KMFDM
- PIG
- Underworld
- Meat Beat Manifesto
- Front Line Assembly
- The Young Gods
- Sister Machine Gun
- My Life With the Thrill Kill Kult
- Coil
- Chris & Cosey
- In the Nursery
- Controlled Bleeding
- The KLF
- Braindead Soundmachine
- Cubanate
- Laibach